# Sandhan
 (janvier 2022).
Si vous disposez d'ouvrages ou d'articles de référence ou si vous connaissez des sites web de qualité traitant du thème abordé ici, merci de compléter l'article en donnant les références utiles à sa vérifiabilité et en les liant à la section « Notes et références ».
 (janvier 2022).

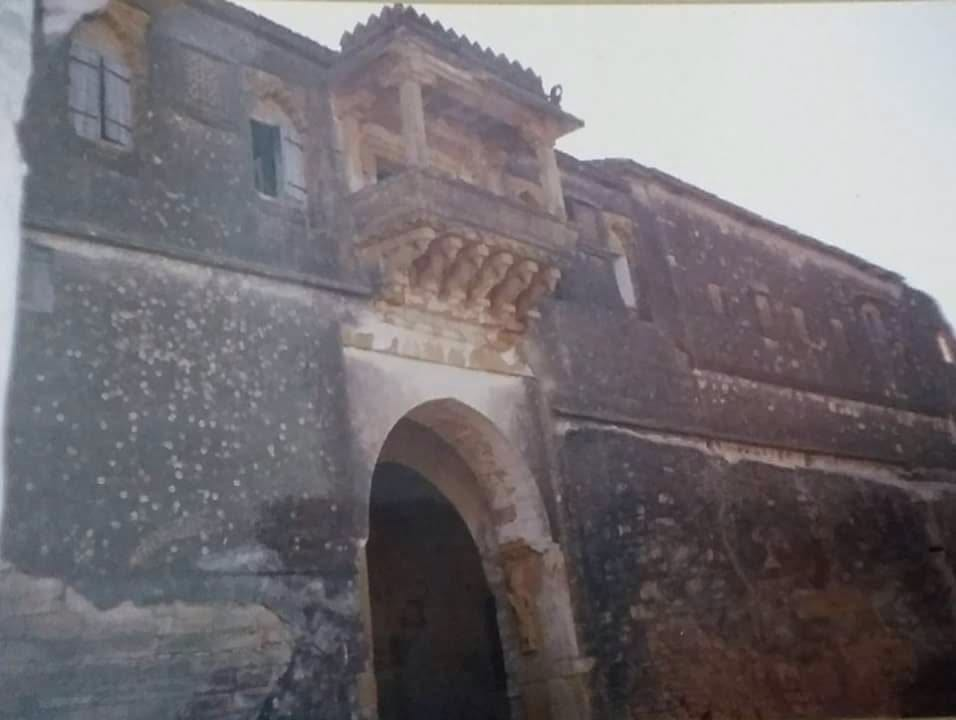
Fort de Sandhan.

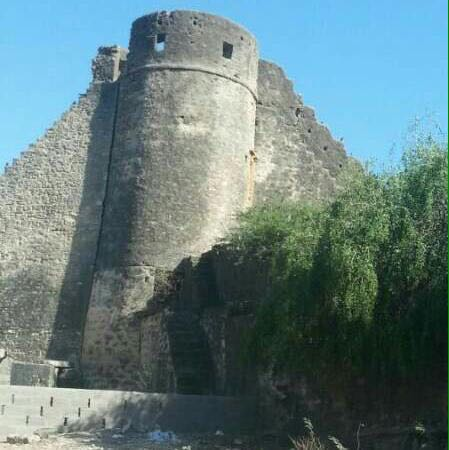
Bastion du fort.

Le Sandhan est un village sur la côte du golfe de Kutch, à une trentaine de kilomètres à l'ouest de Mandvi, dans le district d'Abdasa Taluka (en) de Kutch, dans le Gujarat, en Inde.

## Histoire
Le village est probablement le Sindhan décrit par les Arabes. C'était le Jagir (en) ou bhayat (confrérie en langue kutchhi) de douze villages de l'état princier Kutch. En raison de son importance géographique, le roi Tamachiji de Kutch commence à construire le fort de Sandhan. Plus tard, ra Godji continue la construction du fort. Le fort de sandhan est l'un des hauts murs fortifiés de kutch. Le sandhan jagir participe activement, sous la direction de kudadharji, à la guerre de zara contre le Gulansha kalora, le roi de la région du sindh. Le sandhan jagir a les canons de l'armée de gulamsha comme preuve de la victoire. Sandhan jagir contre le roi de la région du sindh.